# Памятник Ленину (Ярославль, Красная площадь)
Памятник В. И. Ленину на Красной площади был установлен в 1939 году в Ярославле по проекту скульптора Василия Козлова и архитектора Сергея Капачинского.

## История
8 января 1934 года на собрании Ярославского горсовета было принято решение открыть памятник Ленину в Ярославле. Через 16 дней в газете «Северный рабочий» было помещено обращение ударников автомобильного завода к жителям Ярославля. Рабочие поддержали идею памятника, решив собрать 500 рублей для будущего монумента с помощью отработки, которую поддержали другие коллективы рабочих. Были организованы субботники, средства с которых выделялись на строительство памятника.
Первый памятник по проекту скульптора Василия Козлова, который предложил для памятника Красную площадь, комиссия не приняла. Затем власти города провели закрытый отбор подходящих проектов памятника, по итогам которого лучшим предложением стал проект Капачинского. Он разработал ярусный пьедестал с колонной, опоясанной надписью. У подножия монумента должны были размещаться четыре мемориальные доски, изображающие этапы революционного движения и социалистического строительства в городе.
Было выбрано наиболее удачное место для установки памятника — Красная площадь перед «Домом с аркой».
В субботу 23 декабря 1939 года, через несколько дней после юбилея Сталина, состоялось открытие памятника Ленину. В этот день также прошёл митинг трудящихся Ярославля. Василий Васильевич Козлов на церемонии открытия нового памятника Ленину отсутствовал. Не присутствовал на презентации памятника и главный в комиссии по его постройке Александр Иванович Прокофьев.